# Mitzvah
(Amidah, Siddur)

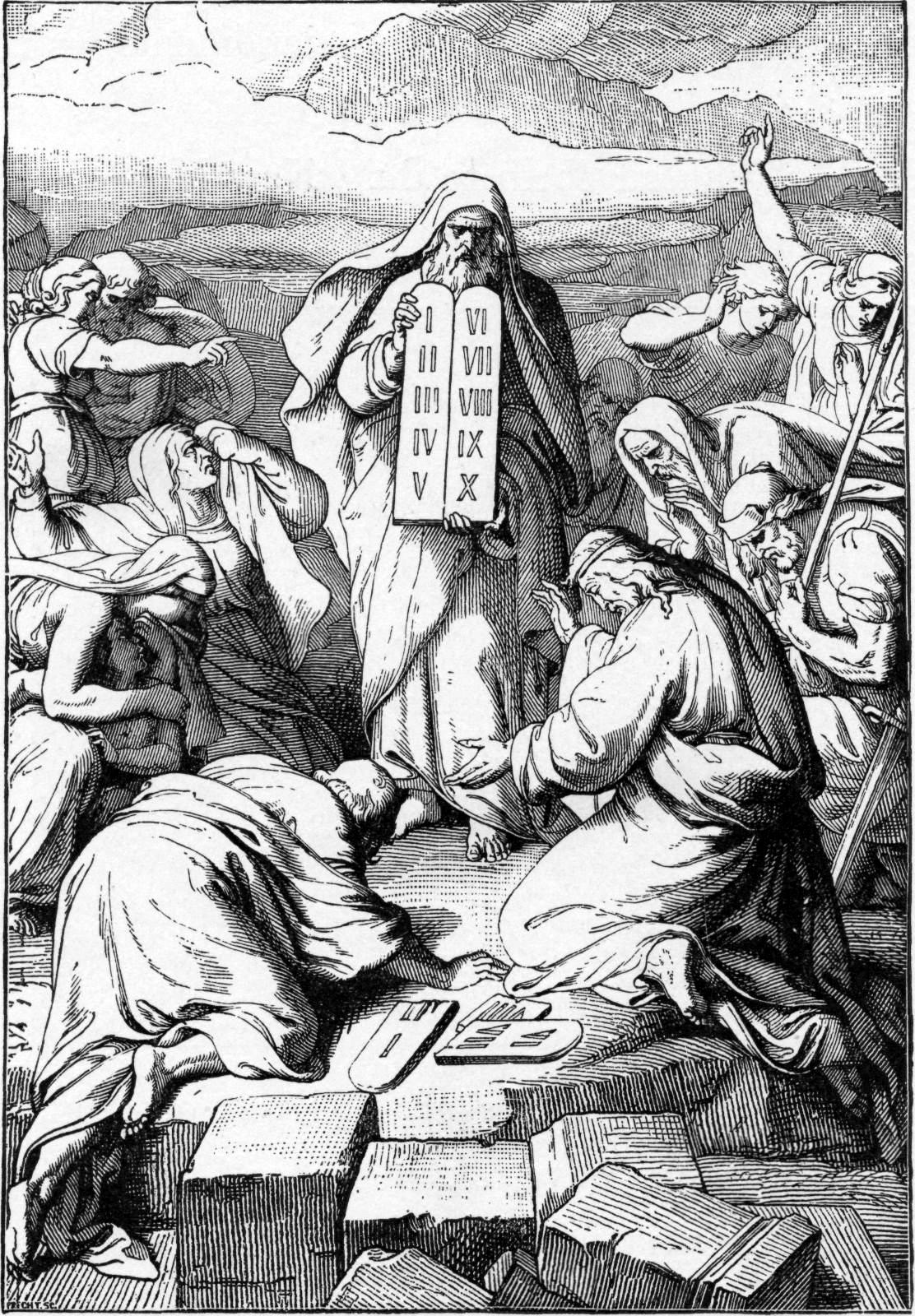
Mosè e le Tavole della Legge (illustrazione biblica del 1897)

Mitzvah (ebraico: מצווה, pronuncia standard: /mi'ʦva/, pronuncia tradizionale ashkenazita: /'mɪtsvə/; plurale mitzvót; dalla radice tsadi-vav-he che riguarda l'ambito del "comandare") è un termine usato nella religione ebraica, che significa "comandamento". Mitzvah può riferirsi a:
- le 613 mitzvòt (precetti) dettate e discusse nella Torah
- la legge ebraica in generale.

Il termine può esprimere anche il compimento di uno dei comandamenti sopra citati oppure qualsiasi azione caritatevole, ad esempio la sepoltura del corpo di una persona sconosciuta. Secondo gli insegnamenti dell'Ebraismo tutte le leggi morali sono comandamenti divini (o derivanti da essi).
All'interno delle diverse correnti dell'ebraismo i rabbini discutono sulla metodologia con cui si adempie ai precetti e sulle estensioni degli stessi.
Secondo il significato profondo, pur se la ragione per ciascuna mitzvah può essere determinata, gli uomini sono in grado di provare a raggiungerne lo scopo in maniera indiretta, senza seguire alla lettera, in un tempo stabilito, il precetto stesso.

## Etimologia e Bibbia ebraica
Il sostantivo femminile mitzvah (in ebraico מִצְוָה‎?) compare più di 180 volte nel testo masoretico della Bibbia ebraica. Il primo utilizzo avviene in Genesi 26:5 dove Dio dice che Abramo ha "obbedito alla mia voce e ha osservato ciò che io gli avevo prescritto: i miei comandamenti (in ebraico מִצְוֹתַי‎? - mitzvotai), le mie istituzioni e le mie leggi." Nel Septuaginta la parola viene usualmente tradotta con entole (greco: ἐντολὴ). Nelle iscrizioni funebri del periodo del Secondo Tempio, l'epiteto phil-entolos, "amante dei comandamenti", era a volte inciso sulle tombe ebraiche. Anche altre parole vengono usate in ebraico per significare comandamenti e statuti, per esempio i Dieci Comandamenti (in ebraico עשרת הדיברות‎?) sono le "Dieci Parole".
Un metodo della Ghimatriah rivela che nella parola "Mitzvah" viene celato il Tetragramma Biblico, corrispondendo infatti a "Mem" la lettera dell'alfabeto ebraico "Yod" e "Hei" alla "Zadiq".

### Enumerazione rabbinica
Sebbene il Tanakh non dichiari che esistono 613 comandamenti, Rabbi Simlai, citato nel Talmud, asserisce che Mosè ricevette 613 comandamenti, che rappresentano i seguenti:
(Talmud, Trattato Makkot, 23b)
Tre dei comandamenti negativi cadono nella categoria di Abnegazione nella legge ebraica, col significato: "si deve morire piuttosto che trasgredire la proibizione."
Il numero 613 può anche essere ottenuto con la ghematria (metodo tradizionale di sostituzione dei numeri). La ghematria dà alla parola "Torah" il valore di 611, che corrisponde al numero dei comandamenti dati tramite Mosè, coi rimanenti due identificati come i primi due dei Dieci Comandamenti, che tradizionalmente furono gli unici uditi dalla Bocca di Dio Stesso. (agli ebrei i 613 comandamenti sono ricordati dagli Tzitzit, noti come 'frange' o 'stringhe'.)
Secondo Rabbi Ishmael solo i principali comandamenti dei 613 furono dati sul Monte Sinai, il resto essendogli stato dato nella Tenda dell'Incontro. Rabbi Akiva, d'altronde, era dell'opinione che fossero stati dati tutti sul Monte Sinai, ripetuti nella Tenda dell'Incontro e annunciati una terza volta da Mosè prima di morire. Secondo il Midrash, tutti i comandamenti divini furono dati sul Monte Sinai e nessun profeta poteva aggiungerne altri nuovi.
Nella letteratura rabbinica vi sono una quantità di opere, principalmente scritte dai Rishonim, che furono composte per determinare quali comandamenti facessero parte di questa enumerazione:
- Maimonide' Sefer Hamitzvot ("Libro dei Comandamenti"), dove si trova un commentario critico di Nachmanide;
- Sefer ha-Chinuch ("Libro dell'Educazione"), attribuito a Rabbi Aaron ha-Levi di Barcellona (detto il Ra‘ah);
- Sefer ha-Mitzvoth ha-Gadol ("Grande Libro dei Comandamenti") di Rabbi Moses ben Jacob di Coucy;
- Sefer ha-Mitzvoth ha-Katan ("Piccolo Libro dei Comandamenti") di Rabbi Isaac ben Joseph di Corbeil;
- Sefer Yere'im ("Libro del Timorato [di Dio]") di Rabbi Eliezer di Metz (numerazione non chiara);
- Sefer Mitzvot HaShem ("Il Libro dei Comandamenti di Dio") di Rabbi Boruch Bentshar di Sokol;
- Sefer ha-Mitzvoth di Rabbi Yisrael Meir Kagan (il "Chafetz Chaim") - quest'opera tratta soltanto dei comandamenti che sono applicabili al tempo presente.

### Mitzvot rabbiniche
Le mitzvot bibliche sono citate nel Talmud col termine ebraico mitzvot d'oraita, tradotto come comandamenti della Legge (Torah). In contrapposizione a ciò, esistono i comandamenti rabbinici, denominati mitzvot d'rabbanan. I Mitzvot d'rabbanan sono un tipo di takkanah ("legislazione positiva"). Tra i mitzvot d'rabbanan più importanti si annoverano:
- Recitare una benedizione per ogni godimento
- Lavarsi ritualmente le mani prima di consumare il pane
- Preparare le luci in anticipo per lo Shabbat (una delle ragioni è di dar pace alla casa)
- Costruire un Eruv che permetta di effettuare trasporti in aree pubbliche durante lo Shabbat
- Recitare i Salmi Hallel nei giorni santi
- Accendere le luci di Chanukkah
- Leggere il Libro di Ester durante il Purim

Questi sette comandamenti rabbinici sono considerati come comandamenti biblici in quanto, prima di eseguirli individualmente, viene recitata una benedizione, cioè:
"Benedetto sei Tu, o SIGNORE, nostro Dio, Re dell'universo, che ci hai comandato..."
Generano la frase "Keter Torah" ("La Corona della Torah") poiché il valore numerico di Keter è 620 (613+7).
Il comando divino è considerato implicito nella legge generale di osservare tutte le istruzioni delle autorità religiose (Deuteronomio 17:11,32:7; Shab. 23a). Inoltre molti dettagli specifici delle Mitzvot bibliche sono derivati solo per via dell'applicazione rabbinica della Torah Orale (Mishnah/Ghemarah); per esempio, la lettura dello Shemà (Deuteronomio 6:4-7), la legatura dei tefillin e l'affissione della mezuzah (Deuteronomio 6:8-9) e la recitazione di Birkat Hamazon (ringraziamento dopo i pasti - Deuteronomio 8:10).

### Sei mitzvot costanti
Delle 613 Mitzvot citate nella Torah, ce ne sono sei che il commentario biblico Sefer ha-Chinuch chiama "mitzvot costanti": "Abbiamo sei mitzvot che sono perpetue e costanti, applicabili tutto il tempo, tutti i giorni della nostra vita".
1. Credere in Dio e che Egli ha creato tutte le cose.
2. Non credere in nulla altro che in Dio.
3. Credere nell'Unità di Dio.
4. Avere timore di Dio.
5. Amare Dio.
6. Non perseguire le passioni del cuore, perdendosi nei desideri.

## Le Mitzvot e la Legge ebraica
Secondo il pensiero rabbinico, la Volontà di Dio è la fonte e autorità di ogni dovere religioso e morale. In tal modo, le Mitzvot costituiscono quindi le regole di condotta istituite divinamente. Nell'ambito del rabbinismo, i comandamenti sono di solito suddivisi in due gruppi principali, i comandamenti positivi (obblighi) – mitzvot `asseh [מצות עשה] e i comandamenti negativi (proibizioni) – mitzvot lo ta'aseh [מצות לא תעשה].
Il sistema che descrive l'applicazione pratica dei comandamenti è noto col nome di Halakhah, liberamente tradotto con Legge ebraica. La Halakhah è lo sviluppo delle Mitzvot come presentate dalla Legge scritta, tramite discussioni e dibattiti nella Legge Orale (Torah Orale), trascritta nella letteratura rabbinica dell'epoca classica, specialmente nella Mishnah e Talmud.
La Halakhah determina e influenza una vasta gamma di comportamenti degli ebrei tradizionalisti.
Molte di queste leggi riguardano solo classi speciali di persone — tra cui i re o i Kohanim (sacerdoti), i Leviti, o i Nazirei — o sono condizionate da circostanze locali o temporanee della nazione ebraica, come per esempio le leggi agrarie, sacrificali e levitiche.
L'opinione maggioritaria dei rabbini classici è che i comandamenti saranno ancora applicabili e in vigore durante l'Era messianica. Tuttavia, una significativa minoranza di rabbini ha dichiarato che la maggior parte dei comandamenti saranno annullati dall'Era messianica. Esempi di tali interpretazioni rabbiniche affermano che:
- L'offerta del grano di Giuda e Gerusalemme sarà gradita a Dio come nei giorni antichi, come negli anni antichi. (Malachia 3:4[16])
- Oggi dobbiamo osservare i comandamenti (Talmud babilonese, Trattato Avodah Zarah 3a, 4b), perché non li osserveremo nel Mondo a venire (Rashi).
- In futuro tutti i sacrifici, con l'eccezione del sacrificio di ringraziamento, saranno cessati. (Midrash Vayikra Rabbah 9:7)
- Tutti i sacrifici saranno annullati in futuro. (Tanchuma Emor 19, Vayikra Rabbah 9:7)
- Dio permetterà ciò che ora è proibito (Midrash Shochar Tov, Mizmor 146:5).
- La maggior parte delle Mitzvot non saranno più valide. (Talmud babilonese, Trattato Niddah 61b e Trattato Shabbat 151b).

Non c'è una risposta autorevole accettata all'interno dell'Ebraismo dove si dica quali Mitzvot verrebbero annullate nell'era messianica. Questo è un argomento di dibattito accademico e, non essendo reputata come questione di immediata praticità, di solito è trascurata a favore di responsa a domande di Halakhah pratica. È importante notare che nell'era messianica stessa esistono fasi diverse. Inoltre vi è una controversia tra Maimonide e Nachmanide se lo stato messianico finale sarà composto di corpi con anima o di sole anime. Le diverse opinioni circa l'annullamento delle proibizioni bibliche devono essere comprese in questo contesto.

### Ricerche accademiche

Diagramma dell'Ipotesi documentale o "teoria delle quattro fonti".
'J': tradizione jahvista
'È: tradizione Elohista
'D': tradizione Deuteronomista
'P': tradizione Codice Sacerdotale
'R': "Redattore" che ha compilato le fonti
- include la maggior parte del Levitico
† include la maggior parte del Deuteronomio
‡ "Deuteronomic History (Storia deuteronomica)": Giosuè, Giudici, Samuele 1&2, Re 1&2

Nello studio biblico moderno (Ipotesi documentale), si considera che siano sei i codici giuridici che compongono il corpus del testo della Torah:
- I Dieci Comandamenti.
- Segue il Codice dell'Alleanza, che fornisce leggi più dettagliate.
- Il Decalogo rituale, che riassume il Codice dell'Alleanza ed è presentato dopo una breve narrazione della struttura dell'Arca dell'Alleanza e Tabernacolo.
- Il Codice Sacerdotale, che contiene complesse leggi sui rituali e altre situazioni più generiche, viene dato da sopra il propiziatorio nel Tabernacolo, quando l'Arca ed il tabernacolo sono stati completati. Tale codice si espande ulteriormente quando accadono degli eventi non compresi nelle leggi, per cui Mosè chiede a Dio più ampi chiarimenti.
- Il Codice di Santità è contenuto nel Codice Sacerdotale, verso la fine, ma forma una sezione separata che dà particolare enfasi alle cose sacre e che devono essere fatte per onorare il santo. Contiene anche gli ammonimenti di Yahweh su cosa possa succedere se le leggi non sono rispettate, come anche le promesse che si avvereranno se le leggi sono osservate.
- Il Codice Deuteronomico, che viene ricordato da Mosè nel suo ultimo discorso prima di morire, ricopre i contenuti dei codici precedenti, ma espone anche altre leggi non registrate precedentemente, che Mosè "si ricorda" in quel momento.

Nella critica biblica, non sempre accettata in tutto il mondo ebraico, questi codici vengono studiati separatamente, soprattutto per quanto riguarda le caratteristiche uniche, o prime ad apparire, di ognuno. Molte delle mitzvot enumerate da uno o l'altro di questi codici sono presenti anche negli altri, a volte formulate in modo diverso, o anche con clausole aggiuntive. Inoltre, i temi, come ad esempio l'idolatria, il comportamento sessuale, la purezza rituale e le offerte di sacrifici, sono condivisi da tutti i sei codici e, quindi, in studi teologici motivati più religiosamente, è spesso il caso che le mitzvot siano invece organizzate per tema, piuttosto che per la posizione in cui si trovano all'interno della Bibbia.